# Pousada de Viseu
A Pousada de Viseu situa-se na freguesia de Coração de Jesus em Viseu, Portugal.
A propriedade insere-se na rede hoteleira Pousadas de Portugal com a classificação de "Pousada Charme".

## História do edifício
O Antigo Hospital de São Teotónio foi construído de forma a substituir o primeiro hospital de Viseu, o Hospital das Chagas, instituído no século XVI.
A primeira pedra do Hospital Novo foi lançada pelo Bispo D. Francisco Moreira Pereira de Azevedo em 1793. Todos os concelhos da antiga Comarca de Viseu foram obrigados a contribuir para as obras por ordem de D. Maria I e durante alguns anos a construção esteve inclusivamente suspensa por falta de dinheiro e devido ao decorrer de diversas guerras.
Em 1842, o Hospital recebeu os primeiros doentes, ainda inacabado.

## A Pousada
O antigo Hospital de São Teotónio abriu ao público como Pousada em 2009, encontrando-se próxima do centro histórico da cidade. Gonçalo Byrne foi responsável do projecto de recuperação.
A Pousada possui 84 quartos, piscinas interior e exterior, Spa e ginásio, banho turco, jacuzzi e sauna.
Os espaços comuns encontram-se no piso térreo - salas de estar, bar e restaurante - e tem parque de estacionamento privativo, no nível inferior.
As obras de reconversão mantiveram o traçado original do edifício, mantendo igualmente as estátuas no topo da entrada que representam Fé, Esperança e Caridade.
O número, área e disposição dos quartos dependem da métrica das janelas dos alçados existentes.

## Restaurante
Inserido na Pousada encontra-se o Restaurante "Viriato", cujos serviços não são exclusivos a hóspedes, existindo uma entrada com acesso à Rua do Hospital.
O Restaurante procura juntar o melhor dos sabores regionais da Beira, incluindo a doçaria regional.
É possível consultar online o Menu do Restaurante da Pousada.